# 安塔 (阿威罗区)
安塔是葡萄牙阿威罗区的一个堂区。总面积6.17平方公里，2011年人口10363人。